# Gongrocnemis proxima
Gongrocnemis proxima är en insektsart som beskrevs av Max Beier 1962. Gongrocnemis proxima ingår i släktet Gongrocnemis och familjen vårtbitare. Inga underarter finns listade i Catalogue of Life.